# 15745 Yuliya
15745 Yuliya è un Asteroide near-Earth della famiglia Amor. Scoperto nel 1991, presenta un'orbita caratterizzata da un semiasse maggiore pari a 1,7196486 UA e da un'eccentricità di 0,2549187, inclinata di 14,42221° rispetto all'eclittica.